# Liste des centres de données neutres de France métropolitaine
 (avril 2022).
 (avril 2022).
La mise en forme du texte ne suit pas les recommandations de Wikipédia : il faut le « wikifier ».
Les points d'amélioration suivants sont les cas les plus fréquents :
- Les titres sont pré-formatés par le logiciel. Ils ne sont ni en capitales, ni en gras.
- Le texte ne doit pas être écrit en capitales (les noms de famille non plus), ni en gras, ni en italique, ni en « petit »…
- Le gras n'est utilisé que pour surligner le titre de l'article dans l'introduction, une seule fois.
- L'italique est rarement utilisé : mots en langue étrangère, titres d'œuvres, noms de bateaux, etc.
- Les citations ne sont pas en italique mais en corps de texte normal. Elles sont entourées par des guillemets français : « et ».
- Les listes à puces sont à éviter, des paragraphes rédigés étant largement préférés. Les tableaux sont à réserver à la présentation de données structurées (résultats, etc.).
- Les appels de note de bas de page (petits chiffres en exposant, introduits par l'outil «  Source ») sont à placer entre la fin de phrase et le point final[comme ça].
- Les liens internes (vers d'autres articles de Wikipédia) sont à choisir avec parcimonie. Créez des liens vers des articles approfondissant le sujet. Les termes génériques sans rapport avec le sujet sont à éviter, ainsi que les répétitions de liens vers un même terme.
- Les liens externes sont à placer uniquement dans une section « Liens externes », à la fin de l'article. Ces liens sont à choisir avec parcimonie suivant les règles définies. Si un lien sert de source à l'article, son insertion dans le texte est à faire par les notes de bas de page.
- La présentation des références doit suivre les conventions bibliographiques. Il est recommandé d'utiliser les modèles {{Ouvrage}}, {{Chapitre}}, {{Article}}, {{Lien web}} et/ou {{Bibliographie}}. Le mode d'édition visuel peut mettre en forme automatiquement les références.
- Insérer une infobox (cadre d'informations à droite) n'est pas obligatoire pour parachever la mise en page.

Pour une aide détaillée, merci de consulter Aide:Wikification.
Si vous pensez que ces points ont été résolus, vous pouvez retirer ce bandeau et améliorer la mise en forme d'un autre article.
Cet article présente une liste des centres de données implantés en France, ainsi que les gestionnaires de ces infrastructures.

## Liste des datacenters (centre de données) français
Un datacenter est un espace physique où est contenu du matériel informatique, le plus souvent des serveurs informatiques. Cette infrastructure peut être utilisée par tout organisme pour stocker, traiter et entreposer des grandes quantités de données[réf. nécessaire]. Par convention, un nom est attribué à chaque datacenter pour faciliter l'identification.
| Localisation (commune)        | Nom                                     | Gestionnaire                                    | Mise en service                                                               | Coordonnées | Certifications | Niveau UPTIME INSTITUTE |
| ----------------------------- | --------------------------------------- | ----------------------------------------------- | ----------------------------------------------------------------------------- | --- | --- | --- |
| Albi                          | Fil d'Ariane                            | Céleste                                         | 2018                                                                          | 1 av Pierre Gilles de Gennes, 81000 Albi                                                                                    | ISO/CEI 27001 HDS | |
| Angers                        | Salle blanche Mélisa                    | Unimédia                                        | 2014                                                                          | 14 boulevard Lavoisier, 49000 Angers                                                                                        | | |
| Annecy                        |                                         | Alpes Networks                                  | 2021                                                                          | 17 rue Mira, 74650 Chavanod                                                                                                 | | |
| Arras                         | Entrepôt numérique, poudrière numérique | Décima                                          | 2014                                                                          | Rue François Hennebique, 62052 Saint Laurent Blangy                                                                         | ISO/CEI 27001 | |
| Aubergenville                 | Thésée Datacenter                       | Thésée Datacenter                               | 2021                                                                          | 32 rue du Clos Reine 78410 Aubergenville                                                                                    | | Tier IV Certification of Design Documents (TDC01, Phase 1) Tier III Certification of Constructed Facility ( TDC01, Phase 1, Salle S\|1, Stage 1) |
| Aubervilliers                 | PAR2                                    | nLighten (anciennement Euclyde Datacenters)     |                                                                               | 34 Rue des Gardinoux, 93300 Aubervilliers                                                                                   | ISO 27001 HDS PCI-DSS | |
| Aubervilliers                 | PAR1 PAR2                               | Interxion (2) (Digital Realty Trust, Inc.)      |                                                                               | 45 Av. Victor Hugo Bâtiment 260, 93300 Aubervilliers Parc des Portes de Paris, 20-22 Rue des Gardinoux, 93300 Aubervilliers | ISO 14001 OHSAS 18001 | |
| Aubervilliers                 | PA5 PA6                                 | Equinix (2),                                    |                                                                               | 45 Avenue Victor Hugo, Aubervilliers 10 Rue Waldeck Rochet, Aubervilliers                                                   | SOC 1 Type 2 ISO 9001 SOC 2 Type 2 PCI-DSS ISO/CEI 27001 SOC 1 Type 2 ISO 9001 SOC 2 Type 2 PCI-DSS ISO 14001 ISO 22301 ISO/CEI 27001 ISO 50001 | |
| Aubervilliers                 |                                         | GTT Communications                              |                                                                               | | | |
| Aubervilliers                 |                                         | SFR (Altice France)                             |                                                                               | | | |
| Belfort                       | Extendo                                 | Extendo Datacenter                              | 2019                                                                          | 31 rue Becquerel, 90000 Belfort                                                                                             | ISO/CEI 27001 | |
| Besançon                      | MLH1                                    | nLighten (anciennement Euclyde Datacenters)     | 2012                                                                          | 2 rue Albert Einstein, 25000 Besançon                                                                                       | ISO 27001 ISO 50001 HDS | |
| Biarritz                      |                                         | Covage (Altitude Infrastructure)                |                                                                               | | | |
| Boissy-Mauvoisin              |                                         | Covage (Altitude Infrastructure)                |                                                                               | | | |
| Bordeaux                      |                                         | Cogent                                          | 2018                                                                          | Bâtiment G2, Bassin à flots, 33000 Bordeaux                                                                                 | | |
| Bordeaux                      |                                         | Covage (Altitude Infrastructure)                |                                                                               | | | |
| Bordeaux                      |                                         | TDF                                             | 2013                                                                          | Avenue du Domaine de Vialle, 33270 Bouliac                                                                                  | ISO/CEI 27001 Code of Conduct | |
| Bordeaux                      |                                         | SFR (Altice France)                             | 2010                                                                          | Technolac Rue Dr G Peri, 33000 Bordeaux                                                                                     | ISO/CEI 27001 ISO 50001 HDS | |
| Bordeaux                      | BX1                                     | Equinix                                         | 2021                                                                          | Rue de Strasbourg, 33520 Bruges                                                                                             | ISO 9001 ISO 22301 ISO/CEI 27001 | |
| Bourges                       |                                         | Adista                                          | 2016                                                                          | 14 rue Didier Daurat Esplanade de l’aéroport 18000 Bourges                                                                  | ISO/CEI 27001 HDS | |
| Brest                         |                                         | Groupe Asten                                    |                                                                               | 26 Rue Gaston Planté, 29850 Gouesnou                                                                                        | ISO/CEI 27001 HDS | |
| Caen                          |                                         | Covage (Altitude Infrastructure)                |                                                                               | | | |
| Caen                          |                                         | WebAxys                                         |                                                                               | ZAC Les portes de la Suisse Normande, Allée des Cindais, 14320 Saint-André-sur-Orne                                         | ISO/CEI 27001 HDS | |
| Carquefou                     | Etix Nantes 2                           | Etix Everywhere                                 | 2019                                                                          | Zac Haute Foret 14 rue Véga, 44470 Carquefou                                                                                | ISO/CEI 27001 | |
| Castres                       |                                         | IMS Networks                                    | 2015                                                                          | 9 avenue Montagne Noire, 81100 Castres                                                                                      | ISO/CEI 27001 | |
| Cébazat                       |                                         | IBO (Groupe XEFI)                               | 2009                                                                          | 95 Rue Pierre Gilles de Gennes, 63118 Cébazat ??                                                                            | ISO/CEI 27001 ISO 14001 HDS | |
| Cergy                         |                                         | Comarch                                         |                                                                               | | | |
| Champ-sur-Marne               | Marilyn                                 | Céleste (2)                                     | 2011                                                                          | 20 Rue Albert Einstein, 77420 Champs-sur-Marne                                                                              | | |
| Chartres                      |                                         | CM'IN                                           | 2019                                                                          | Le 101 - La Cité de l'Innovation, 28630 Le Coudray                                                                          | ISO/CEI 27001 HDS | |
| Chartres                      | Chartres 1                              | Orange                                          | 2020                                                                          | Zac des Pôles O, 28300 Amilly                                                                                               | ISO 14001 ISO 50001 | |
| Châteaubourg                  | Blue chateaubourg                       | Blue                                            |                                                                               | 32 rue Blaise Pascal, 35220, Chateaubourg                                                                                   | ISO/CEI 27001 HDS | |
| Chênedollé                    |                                         | Covage (Altitude Infrastructure)                |                                                                               | | | |
| Chevilly-Larue                |                                         | Orange                                          |                                                                               | 72 rue de la République, 94550, Chevilly-Larue                                                                              | ISO/CEI 27001 | |
| Civrieux-en-Dombes            |                                         | Nexeren (2)                                     | 2013 2019                                                                     | Technoparc Saône Vallée, D66, 01390 Civrieux                                                                                | ISO/CEI 27001 ISO 14001 HDS PCI/DSS | Tier III Certification of Constructed Facility                                                                                                   |
| Clermont-Ferrand              |                                         | Nexeren (ex IBO)                                |                                                                               | | HDS | |
| Clermont-Ferrand              |                                         | IBM (2)                                         |                                                                               | | | |
| Clermont-Ferrand              | Citadelle Datacenter                    | Be Ys (2)                                       | 2014                                                                          | 46, rue du ressort 63000 Clermont-Ferrand                                                                                   | ISO/CEI 27001 HDS PCI/DSS | |
| Clichy                        | Paris Est Paris Ouest                   | Global Switch (2)                               | 2010                                                                          | 7-9 rue du petit, 92500 Clichy                                                                                              | ISO 9001 ISO 14001 ISO/CEI 27001 ISO 45001 ISO 50001                                                                                            | |
| Collégien                     |                                         | IBM (2)                                         |                                                                               | | | |
| Courbevoie                    | PA7                                     | Equinix                                         | 2016                                                                          | 130-136 boulevard de Verdun Bat 9, Energy Park, Building 9, Courbevoie, 92400                                               | ISO 9001 ISO 14001 ISO 22301 ISO/CEI 27001 ISO 50001 PCI/DSS HDA OHSAS 18001                                                                    | |
| Courbevoie                    |                                         | SFR (Altice France)                             | 2010                                                                          | 124 boulevard de Verdun, Courbevoie, 92400                                                                                  | ISO/CEI 27001 ISO 50001 | |
| Courbevoie                    |                                         | Alphalink                                       | 2011                                                                          | 35 rue du Moulin des Bruyères, Courbevoie, 92400                                                                            | | |
| Dijon                         |                                         | Cogent                                          | 2018                                                                          | 41 Quai Gauthey, Dijon, 21000                                                                                               | | |
| Douai                         |                                         | Eura DC                                         | 2020                                                                          | 2 rue Ludwig van Beethoven, Douai, 59500                                                                                    | | Tier II |
| Eppes                         | IKDC02                                  | Ikoula                                          | 2014                                                                          | Le bois grisette, Eppes, 02840                                                                                              | | |
| Gravelines                    | GRA 1 à GRA 4                           | OVHcloud (4)                                    | 2012                                                                          | ZI les Huttes, Route de la ferme Masson                                                                                     | SOC 2 Type 2 SSAE-16 Type 1 ISAE-3402 ISO/CEI 27001 SOC 1 PCI/DSS                                                                               | |
| Grenoble                      |                                         | Cogent                                          |                                                                               | 33 Rue Joseph Chanrion, Grenoble, 38000                                                                                     | | |
| Grenoble                      | Mangin 1 Mangin 2                       | Eolas                                           | 2011                                                                          | 73 Rue Général Mangin, Grenoble, 38100                                                                                      | ISO/CEI 27001 HDS | |
| Grenoble                      |                                         | XSALTO                                          |                                                                               | 6 Av. Pierre de Coubertin, 38170 Seyssinet-Pariset                                                                          | | |
| Ivry-sur-Seine                | Aurora                                  | Aqua Ray                                        | 2012                                                                          | 14 rue Jules Vanzuppe, 94200 Ivry-sur-Seine                                                                                 | ISO/CEI 27001 HDS | Tier IV Certification of Design Documents |
| Ivry-sur-Seine                | PAR06                                   | Interxion (Digital Realty Trust, Inc.)          | 2009                                                                          | 11 rue Galilée, Ivry sur Seine, 94200                                                                                       | | |
| Labège                        | LBG01                                   | FullSave                                        | 2004                                                                          | 40 rue du village d'entreprise                                                                                              | ISO/CEI 27001 | |
| La Chapelle-sur-Erdre         |                                         | Oceanet Technology                              | 2014                                                                          | 6 Rue Kepler, La Chapelle-sur-Erdre, 44240                                                                                  | | |
| La Ciotat                     |                                         | ASP Serveur                                     | 2004                                                                          | 785 voie Antiope, La Ciotat, 13600                                                                                          | ISO/CEI 27001 HDS | |
| La Copechagnière              |                                         | Covage (Altitude Infrastructure)                |                                                                               | | | |
| La Courneuve                  | PAR07                                   | Interxion (Digital Realty Trust, Inc.)          |                                                                               | 1-3 rue râteau, La Courneuve, 93120                                                                                         | | |
| La Garenne-Colombes           |                                         | Cogent                                          | 2000                                                                          | 77 boulevard de la République, La Garenne-Colombes, 92250                                                                   | | |
| Larcay                        |                                         | Castle IT                                       | 2016                                                                          | ZA Les Brosses 3, 1 - 3 Rue des Pies-Grièches, Larcay, 37270                                                                | Certification APSAD | |
| La Roche-sur-Yon              | Etix Vendée #1                          | Etix Everywhere                                 | 2014                                                                          | 4 Imp. Philippe Gozola, 85000 La Roche-sur-Yon                                                                              | | |
| Le Havre                      |                                         | WebAxys                                         | 2016                                                                          | Parc Éco Normandie, 76430 Saint-Romain-de-Colbosc                                                                           | ISO/CEI 27001 HDS | |
| Léon                          |                                         | Covage (Altitude Infrastructure)                |                                                                               | | | |
| Les Ulis                      |                                         | Colt DCS                                        |                                                                               | Colt Technology Services, 91940 Les Ulis                                                                                    | ISO/CEI 27001 | |
| Lille                         |                                         | CIV                                             | 2010                                                                          | Parc d'activités du Mélantois, 1681 Rue des Saules, 59262 Sainghin-en-Mélantois                                             | Certification APSAD | |
| Lille                         | Cogent Lil01                            | Cogent                                          |                                                                               | Cogent Communications, Inc. 72 rue Jenner, 59000 Lille                                                                      | | |
| Lille                         |                                         | IBM (2)                                         |                                                                               | 99 Rue des Templiers, 59000 Lille                                                                                           | | |
| Lille                         |                                         | TDF                                             | 2013                                                                          | 35 Rue Gambetta, 59130 Lambersart                                                                                           | | |
| Lille                         |                                         | Comarch                                         | 2018                                                                          | 17 Rue Paul Langevin ZI du Hellu, 59260 Lezennes                                                                            | | |
| Lille                         | Etix Lille #1                           | Eura DC/Etix Everywhere                         |                                                                               | 21 Av. de la Créativité, 59650 Villeneuve-d'Ascq                                                                            | ISO/CEI 27001 HDS | |
| Lisieux L'Hotellerie          |                                         | Covage (Altitude Infrastructure)                |                                                                               | | | |
| Lisses                        |                                         | CloudHQ                                         |                                                                               | | | |
| Lognes                        | PAR1                                    | nLighten (anciennement Euclyde Datacenters)     |                                                                               | 3 Mail Barthélémy Thimonnier, 77185 Lognes                                                                                  | ISO 27001 ISO 50001 HDS | |
| Lognes                        |                                         | Sungard Availability Services (3)               |                                                                               | 93 Cr des Petites Écuries, 77185 Lognes                                                                                     | ISO/CEI 20000 ISO/CEI 27001 SSAE18/ISAE 3402 GDPR PCI/DSS HDH                                                                                   | |
| Lyon                          | LYS1                                    | nLighten (anciennement Euclyde Datacenters)     | 2017                                                                          | 45 Rue Francis de Pressensé, 69100 Villeurbanne                                                                             | ISO 27001 ISO 50001 HDS | |
| Lyon                          |                                         | SynAApS                                         |                                                                               | 49 Av. Albert Einstein, 69100 Villeurbanne                                                                                  | ISO/CEI 27001 HDS | |
| Lyon                          | Rock                                    | Jaguar Network (2)                              | 2019                                                                          | 60 Av. Rockefeller, 69008 Lyon                                                                                              | ISO/CEI 27001 HDS PCI/DSS | |
| Lyon                          |                                         | Hostelyon SAS                                   | 2018                                                                          | 81 Bd du Parc d'Artillerie, 69007 Lyon                                                                                      | | |
| Magny-les-Hameaux             | TH3                                     | Telehouse                                       | 2009                                                                          | 1 Rue Pablo Picasso, 78114 Magny-les-Hameaux                                                                                | ISO 9001 ISO 14001 ISO/CEI 27001 ISO 50001 | |
| Marcoussis                    | PAR 1 PAR 2                             | DATA4 (15)                                      |                                                                               | 3 Route de Nozay - 91460 Marcoussis, France 15 rue Angiboust - 91460 Marcoussis, France                                     | ISO 9001 ISO 14001 ISO/CEI 27001 ISO 45001 ISO 50001 Code of Conduct PCI/DSS ISAE 3402 HDS                                                      | |
| Marseille                     |                                         | Jaguar Network                                  |                                                                               | 70 Chem. du Passet, 13016 Marseille                                                                                         | ISO/CEI 27001 HDS PCI/DSS | |
| Marseille                     |                                         | TDF                                             | 2014                                                                          | 8 route de la Tour d’Arbois, 13290 Les Milles                                                                               | ISO/CEI 27001 Code of conduct | |
| Marseille                     | MRS1 MRS2 MRS3 MRS4                     | Interxion (5?) (Digital Realty Trust, Inc.)     | 2015 2018 2020                                                                | 40 Avenue Roger Salengro, 13003 Marseille Enceinte Portuaire, Porte 4 13015, Marseille                                      | ISO 14001 ISO 22301 ISO/CEI 27001 ISO 45001 HDS                                                                                                 | |
| Maxéville                     | Saint Jacques 1 Saint Jacques 2         | Adista (2)                                      | 2008 2014                                                                     | 1 rue Blaise Pascal, 54320 Maxéville                                                                                        | | |
| Metz                          |                                         | Advanced Mediomatrix                            | 2018                                                                          | 1 rue du jardin d'Ecosse, 57530 Peltre                                                                                      | ISO 9001 ISO 14001 ISO/CEI 27001 ISO 50001 Code of Conduct HDS                                                                                  | Tier III Certification of Constructed Facility                                                                                                   |
| Moinsdon-la-Rivière           |                                         | Covage (Altitude Infrastructure)                |                                                                               | | | |
| Mons-en-Baroeul               |                                         | Ogreen DataCenter by MSI                        | 2011                                                                          | 15 rue Jules Lammens, 59370 Mons en Baroeul                                                                                 | | |
| Montpellier                   |                                         | Cogent                                          |                                                                               | 189 Rue du 56ÈME Régiment d'Artillerie, 34070 Montpellier                                                                   | | |
| Montpellier                   | MPL1                                    | zColo (Databank)                                | 2008                                                                          | 143 rue Emile Julien, 34070 Montpellier                                                                                     | ISO 9001 ISO 14001 ISO/CEI 27001 Code of Conduct                                                                                                | |
| Montpellier                   |                                         | HDC 34                                          | 2017                                                                          | 125 rue de la Sariette, 34130 Saint-Aunès                                                                                   | | |
| Mougins                       |                                         | Titan Datacenters France                        | 2021                                                                          | 1210 Chemin de la Plaine, 06250 Mougins                                                                                     | | Tier IV Certification of Design Documents |
| Mouzeuil-Saint-Martin         |                                         | Covage (Altitude Infrastructure)                |                                                                               | | | |
| Nanterre                      | PAR4                                    | Interxion                                       |                                                                               | 21 rue du port, 92000 Nanterre                                                                                              | ISO 14001 ISO 22301 ISO/CEI 27001 ISO 50001 Code of Conduct                                                                                     | |
| Nanterre                      |                                         | Defense Datacenter                              |                                                                               | 3 Bd des Bouvets, 92000 Nanterre                                                                                            | | |
| Nanterre                      | FR-1 Nanterre                           | Green Computing                                 |                                                                               | 55 av des Champs Pierreux, 92000 Nanterre                                                                                   | ISO/CEI 27001 | |
| Nantes                        |                                         | Cogent                                          |                                                                               | 32 Bd Victor Hugo, 44000 Nantes                                                                                             | | |
| Nantes                        |                                         | Covage (Altitude Infrastructure)                |                                                                               | 1 Rue Viau, 44400 Rezé | | |
| Nantes                        | Etix Nantes #2                          | Sigm / Etix Everywhere                          | 2014                                                                          | 14 Rue Véga, 44470 Carquefou                                                                                                | ISO 9001 ISO/CEI 27001 HDS | |
| Nice                          |                                         | Cogent                                          |                                                                               | 16 av Thiers, 06000 Nantes                                                                                                  | | |
| Nîmes                         | Neticenter de Nîmes                     | NETIWAN                                         | 2018                                                                          | 13/15 Rue Etienne Velay, 30230 Bouillargues                                                                                 | ISO/CEI 27001 HDS | |
| Olonne-sur-Mer                | Etix Olona                              | Etix Everywhere Oceanet Technology              | 2014                                                                          | Imp. Albert Einstein, 85340 Les Sables-d'Olonne                                                                             | ISO/CEI 27001 HDS | |
| Pantin                        | PA4                                     | Equinix (2)                                     | 2012                                                                          | 110 Bis Av. du Général Leclerc, 93500 Pantin                                                                                | ISO 9001 ISO 14001 ISO/CEI 27001 HDA ISO 22301 ISO 50001 PCI/DSS OHSAS 18001                                                                    | |
| Paris                         |                                         | Foliateam                                       |                                                                               | 5-9 Rue Mousset-Robert, 75012 Paris                                                                                         | | |
| Paris                         | Telehouse Paris Voltaire                | Telehouse (2)                                   |                                                                               | 38 Rue des Jeuneurs, 75002 Paris                                                                                            | ISO 9001 ISO 14001 ISO/CEI 27001 ISO 50001 | |
| Paris                         |                                         | zColo (Databank) (2)                            | 2012                                                                          | 19-21 Rue Poissonnière, 75002 Paris                                                                                         | | |
| Paris                         |                                         | Claranet                                        |                                                                               | 19 Rue Michel le Comte, 75003 Paris                                                                                         | ISO/CEI 27001 PCI/DSS HDS HIPAA ITIL | |
| Paris                         |                                         | Colt DCS                                        |                                                                               | | ISO 9001 ISO 14001 ISO 22301 ISO/CEI 27001 | |
| Paris                         |                                         | Global SP                                       | 2001                                                                          | 78 Rue la Condamine, 75017 Paris                                                                                            | ISO 14001 ISO 50001 TRUXT HCF | |
| Paris                         | DC4                                     | Scaleway Datacenter (Iliad-Free)                | 2017                                                                          | 58 boulevard Lefebvre, 75015 Paris                                                                                          | ISO/CEI 27001 ISO 50001 HDS Code of Conduct Certification APSAD                                                                                 | |
| Paris                         |                                         | Online SAS                                      |                                                                               | | | Tier III Certification of Design Documents |
| Poitiers                      | Cogent PIS01                            | Cogent                                          |                                                                               | 18/22 Rue Jeanne d'Arc, 86000 Poitiers                                                                                      | | |
| Puy-du-Lac                    |                                         | Covage (Altitude Infrastructure)                |                                                                               | | | |
| Reims                         | IKDC01                                  | Ikoula                                          | 2004                                                                          | 32 rue Pont Assy, 51100 Reims                                                                                               | | |
| Reims                         |                                         | Sanef Télécoms                                  | 2008                                                                          | ZAC Reims-Thillois, 51370 Thillois                                                                                          | | |
| Reims                         |                                         | Hexanet (2)                                     | 2015                                                                          | 3 Allée Albert Caquot, 51100Reims 3 allée Thierry Sabine, 51100 Reims                                                       | ISO/CEI 27001 HDS | |
| Rennes                        |                                         | Cogent                                          |                                                                               | Parc Lorans, Av. Chardonnet, 35000 Rennes                                                                                   | | |
| Rennes                        | ProxiCenter Rennes Cesson               | TDF                                             | 2014                                                                          | 2 Rue du Clos Courtel, 35510 Cesson-Sévigné                                                                                 | ISO/CEI 27001 Code of Conduct | |
| Rennes                        | Netcenter SFR                           | SFR (Altice France)                             | 2020                                                                          | La Baraque, 35510 Cesson-Sévigné                                                                                            | ISO/CEI 27001 ISO 50001 HDS | |
| Reventin Vaugris              |                                         | Nexeren                                         | 2022                                                                          | | ISO 27001 HDS | Tier IV Certification of Constructed Facility |
| Rillieux-la-Pape              |                                         | Nexeren                                         |                                                                               | | | |
| Roissy-en-France              |                                         | Equinix                                         |                                                                               | 167 Rue de la Belle Étoile, 95948 Roissy-en-France                                                                          | | |
| Romans-sur-Isère              |                                         | Adista                                          | 2008                                                                          | 5 Rue Jean Charcot, 26100 Romans-sur-Isère                                                                                  | ISO/CEI 27001 HDS | |
| Roubaix                       | RBX-1 à RBX-8                           | OVHcloud (8)                                    |                                                                               | 2 Rue Kellermann, 59100 Roubaix                                                                                             | | |
| Rouen                         |                                         | Cogent                                          |                                                                               | | | |
| Rouen                         |                                         | WebAxys                                         | 2010                                                                          | 355 Rue Victor Hugo, 76300 Sotteville-lès-Rouen                                                                             | ISO/CEI 27001 HDS | |
| Rueil-Malmaison               |                                         | Orange                                          |                                                                               | 90 rue Pierre Brossolette, 92500 Rueil Malmaison                                                                            | ISO/CEI 27001 | |
| Saint-Denis                   | PAR3 PAR5                               | Interxion (2)                                   | 2009                                                                          | 11-13 Av. Arts et Métiers, 93200 Saint-Denis                                                                                | ISO 14001 ISO/CEI 27001 ISO 50001 | |
| Saint-Denis                   | PA2 PA3 PA9x                            | Equinix (3)                                     |                                                                               | 114 Rue Ambroise Croizat, 93200 Saint-Denis                                                                                 | ISO 9001 ISO/CEI 27001 ISO 50001 PCI/DSS HDA | |
| Saint-Etienne                 |                                         | Adista (2)                                      | 2013                                                                          | 1 Rue de la Presse 42000 Saint-Étienne                                                                                      | | |
| Saint-Herblain                | Etix Nantes #1                          | Etix Everywhere / Celeste                       |                                                                               | 2 Imp. Joséphine Baker, 44800 Saint-Herblain                                                                                | ISO/CEI 27001 HDS | |
| Saint-Hilaire-du-Bois         |                                         | Covage (Altitude Infrastructure)                |                                                                               | | | |
| Saint-Jean-d'Angély           |                                         | Data 17 SAS                                     |                                                                               | | | Tier IV Certification of Constructed Facility |
| Saint-Laurent-Blangy          |                                         | Decima                                          |                                                                               | Rue François Hennebique, 62223 Saint-Laurent-Blangy                                                                         | ISO/CEI 27001 ISO/CEI 27002 | |
| Saint-Maurice-la-Souterraine  |                                         | WebAxys                                         | 2019                                                                          | Parc d'Activités de la Croisière, 23300 Saint-Maurice-La-Souterraine                                                        | ISO/CEI 27001 HDS | Tier IV Certification of Constructed Facility |
| Saint-Ouen l'Aumône           | DC5                                     | Scaleway Datacenter (Iliad-Free)                | 2016                                                                          | ZI du vert galant, 25 Av. de l'Eguillette, 95310 Saint-Ouen-l'Aumône                                                        | ISO/CEI 27001 ISO 50001 HDS Code of Conduct Certification APSAD                                                                                 | |
| Saint-Saturnin                |                                         | Datagrex                                        | 2010                                                                          | 28 Rue de Villeneuve, 72650 Saint-Saturnin                                                                                  | | |
| Saint-Senier-de-Beuvron       |                                         | Covage (Altitude Infrastructure)                |                                                                               | | | |
| Saint Trivier sur Moignans    |                                         | MAXNOD by Adeli                                 | 2009                                                                          | 1411 Rte de Sandrans, 01990 Saint-Trivier-sur-Moignans                                                                      | ISO/CEI 27001 HDS | |
| Saugnacq-et-Muret             |                                         | Covage (Altitude Infrastructure)                |                                                                               | | | |
| Sophia-Antipolis              | NCE1 NCE2                               | nLighten (anciennement Euclyde Datacenters) (2) |                                                                               | 49 Rue Emile Hugues, 06600 Antibes 930, route des Dolines 06560, Valbonne                                                   | ISO 27001 ISO 50001 HDS | |
| Sophia-Antipolis (à vérifier) |                                         | Cogent                                          |                                                                               | | | |
| Sophia-Antipolis              |                                         | TAS group                                       | 2003                                                                          | 15 Trav. des Brucs, 06560 Valbonne                                                                                          | ISO 9001 ISO/CEI 27001 PCI/DSS HDS | |
| Sophia-Antipolis              | FR2                                     | Green Computing                                 |                                                                               | | | |
| Strasbourg                    | SXB1                                    | nLighten (anciennement Euclyde Datacenters)     |                                                                               | 25 Rue Marguerite Perey 67400, Illkirch-Graffenstaden                                                                       | ISO 27001 ISO 50001 HDS | |
| Strasbourg                    |                                         | Cogent                                          |                                                                               | 46 route de Bischwiller 67300 Schiltigheim                                                                                  | | |
| Strasbourg                    |                                         | CTI Strasbourg                                  |                                                                               | | | Tier III Certification of Constructed Facility                                                                                                   |
| Strasbourg                    | SBG1 SBG2 SBG3 SBG4                     | OVHcloud (4)                                    | 2012                                                                          | 9 Rue du Bass. de l'Industrie, 67000 Strasbourg                                                                             | | |
| Strasbourg                    | Netcenter SFR                           | SFR (Altice France)                             |                                                                               | 1 Rue du Havre, 67100 Strasbourg                                                                                            | | |
| Toulouse                      |                                         | Cogent                                          |                                                                               | 125B Chem. du Sang de Serp, 31200 Toulouse                                                                                  | | |
| Toulouse                      | FR5                                     | zColo (Databank)                                |                                                                               | 10 Rue des Frères Peugeot, Balma, France                                                                                    | | |
| Toulouse                      | TLS00                                   | FullSave                                        | 2014                                                                          | 40 Rue du Village d'Entreprises, 31670 Labège                                                                               | ISO/CEI 27001 | |
| Toulouse                      |                                         | NFrance                                         | 2015                                                                          | Rue Marie Curie, 31520 Ramonville-St-Agne                                                                                   | ISO/CEI 27001 | |
| Tours                         |                                         | Cogent                                          |                                                                               | | | |
| Tours                         |                                         | Cyrès Groupe                                    |                                                                               | | | |
| Val de Reuil                  | Normandie 1 Normandie 2                 | Orange                                          | 2012 2020                                                                     | | | |
| Val de Reuil                  |                                         | SFR (Altice France)                             |                                                                               | Voie Clouets, 27100 Val de Reuil                                                                                            | ISO 9001 ISO/CEI 27001 | |
| Valenciennes                  |                                         | CIV                                             | 2016                                                                          | 486 Avenue Augusta Ada-King, 59410 Anzin                                                                                    | | |
| Vélizy-Villacoublay           |                                         | Cogent                                          |                                                                               | 16 rue grange dame rose, 78140 Vélizy-Villacoublay                                                                          | | |
| Vélizy-Villacoublay           | PAR5                                    | DC2SCALE                                        |                                                                               | 45 Avenue de l'Europe, 78140 Velizy-Villacoublay                                                                            | ISO/CEI 27001 | |
| Vélizy-Villacoublay           | PAR3                                    | zColo (Databank)                                |                                                                               | 16 Avenue de l'Europe, 78140 Vélizy-Villacoublay                                                                            | ISO 9001 ISO 14001 ISO/CEI 2700 Code of conduct                                                                                                 | |
| Vénissieux                    | SFR Netcenter                           | SFR (Altice France)                             |                                                                               | 6-8 rue Georges Marannes 69200 Vénissieux                                                                                   | ISO/CEI 27001 ISO 50001 HDS PCI/DSS | |
| Venon                         |                                         | Covage (Altitude Infrastructure)                |                                                                               | | | |
| Villeneuve d'Ascq             |                                         | ATE                                             |                                                                               | 21 Av. de la Créativité, 59650 Villeneuve-d'Ascq                                                                            | ISO/CEI 27001 HDS | |
| Vitry-sur-Seine               | DS2 DS3                                 | Scaleway Datacenter (2) (Iliad-Free)            | 1989 (rénové entre 2009 et 2012) 2012 (extension réalisée entre 2016 et 2017) | 29 Rue Edith Cavell, 94400 Vitry-sur-Seine 59 Rue Julian Grimau, 94400 Vitry-sur-Seine                                      | ISO/CEI 27001 ISO 50001 HDS Code of Conduct Certification APSAD                                                                                 | |
| Wissous                       |                                         | CyrusOne                                        |                                                                               | 1, Boulevard Arago – 91320 Wissous                                                                                          | | |

Liste des datacenters certifiés Uptime institute disponible ici : List (uptimeinstitute.com)
Uptime ne valide que 4 Niveaux de certifications déclinant (Design, Facilty, Documents). Les certifications de niveau + ne font pas partie des certifications UPTIME et n'ont aucunes valeurs il s'agit d'appréciation des datacenters sans aucunes valeurs fondées.

### Particularités

#### Datacenter d'Arras
Il s'agit du seul datacenter en France métropolitaine à être hébergé dans un site classé[réf. nécessaire], la citadelle d'Arras, à l'emplacement de l'ancienne poudrière. Le responsable informatique, Cédric Sergent, précise dans un reportage de France 3 Hauts de France, que les murs sont censés prévenir des explosions. Le site est détenu et géré par l'entreprise Décima.

#### Datacenter Paris (DC4 Scaleway)
Exploité par l'entreprise Scaleway, ce datacenter a rouvert en 2017 dans le 15ème arrondissement de Paris, au sein de l'ancien abri anti-atomique Lefebvre du Laboratoire central des ponts et chaussées. Il est enterré à 26 mètres sous le niveau de la chaussée.

#### Datacenter de Wissous
La construction du datacenter de Wissous est l'objet d'une controverse impliquant l'entreprise CyrusOne, la municipalité, le groupe EELV Essonne et quelques habitants de la commune. Les principaux arguments contre l'installation de ce centre de données sont son implantation à moins de 500 mètres de l’Église Saint-Denis de Wissous - classée Monument historique - ainsi que l'utilisation pendant la construction de groupes électrogènes au gaz, l'offre énergétique de la commune ne pouvant suivre l'importance des coûts énergétiques engendrés. Cette affaire fait l'objet d'une enquête publique.
Elle fait l'objet d'une enquête publique[réf. nécessaire]